# 九室会
九室会（きゅうしつかい）は、1938年（昭和13年）に二科会の内部に設けられた前衛的な絵画の研究団体。発起人は吉原治良ら6名。顧問には二科会の藤田嗣治と東郷青児が迎えられた。戦争が進むに連れ、前衛的表現に対する規制が厳しくなり、1943年（昭和18年）の第3回展を最後に活動を停止した。

## 概要
二科展では1933（昭和8年）年以降、前衛的傾向の強い作品を展示会場の第九室に集める構成が定着しており、その九室の常連だった吉原治良、峰岸義一らの発起人の呼びかけによって、1938年9月に同会は結成された。1939年（昭和14年）5月に第1回展を東京・日本橋で開催。1940年（昭和15年）の最盛期には45名を数えた。
吉原や山口長男らによる、時局を直接表現することから離れた抽象的・シュルレアリスム的な作品が多い一方で、難波香久三らによる時局を直接反映した作品も少なくなかった。1940年には前衛的な姿勢は一掃され、時局を反映した戦時表現が大勢をしめるようになり、翌1941年９月に銀座三越で開催した「航空美術展」では松本竣介が《航空兵群像》を出品した。
短命の団体ではあったが、戦後美術を代表する多くの画家が一時的に結集し、戦時下における前衛表現の多彩なあり方を示していたと評される。

## 会員
主な創立会員
峰岸義一、吉原治良、山本敬輔、山口長男、広幡憲、高橋迪章、斎藤義重、桂ユキ子（桂ゆき）、難波架空像（難波香久三）、石丸一、など。
顧問
藤田嗣治、東郷青児